# Prix Kunio-Kishida
Pour les articles homonymes, voir Kunio Kishida et Kishida.
Le prix Kunio Kishida (岸田國士戯曲賞, Kishida Kunio Gikyokushō) est une récompense de théâtre décernée par l'éditeur Hakusuisha à la mémoire du dramaturge Kunio Kishida afin d'encourager les jeunes dramaturges. Le prix jouit dans le monde japonais du théâtre de la même haute estime que le prix Akutagawa dans le monde des lettres.
Le prix, créé en 1955 sous le nom « Prix de théâtre pour le nouveau théâtre » (新劇戯曲賞, shingeki Gikyokushō), fusionne en 1961 avec le « prix de théâtre Kishida » décerné par l'éditeur Shinchōsha (岸田演劇賞, Kishida Engekishō) sous le nom « prix de théâtre Shingeki Kishida ». Les lauréats reçoivent une montre et une somme d'argent.

## Liste des lauréats

### 1955 - 1960
- 1955 - prix non attribué
  - réalisation remarquable : Hekiga (壁画) de Seiichi Yashiro
- 1956 - Kiichi Ōhashi pour Kusunoki Sankichi no seishun (楠三吉の青春) et Kinji Obata pour Kikeiji (畸形児)
- 1957 - prix non attribué
  - réalisation remarquable : Ashita o tsumuzu musumetachi (明日を紡ぐ娘たち)  compagnie Sankikai
- 1958 - Hotta Kiyomi Hotta pour Shima (島)
- 1959 - prix non attribué
  - réalisation remarquable :  Nagai Bohyō no retsu (長い墓標の列) de Yoshiyuki Fukuda et Gyokō (漁港) de Gen'ichi Hara  et Yūjōbutōkai (友情舞踏会) de Masayuki Hiroda
- 1960 - Masaru Kobayashi  pour Ori (檻) et Hisako Hayasaka  pour Saga (相聞)

### 1961 - 1970
- 1961 - prix non attribué
- 1962 - Ken Miyamoto pour Nihonjin tami kyōwakoku (日本人民共和国), Le Mécanisme sakusen (メカニズム作戦) et Shūichirō Yagi pour Hatoba Kojiki rokunin no musukotachi (波止場乞食と六人の息子たち, « Le Mendiant des docks et ses six fils »),  Kombeya ha tomaranai (コンベヤーは止まらない, « La Courroie transporteuse qui ne s'arrête jamais »)[2].
- 1963 - Masakazu Yamazaki pour Zeami Motokiyo (世阿彌)
- 1964 - Kakuhiko Hitomi pour Tomoe no tsuzumi (友絵の鼓) et Ryūichi Suga pour Onna no Gongyō (女の勤行) et Yoshiyuki Fukuda[Anm. 1] pour Hakamatare wa doko da (袴垂れはどこだ)
- 1965  - prix non attribué
- 1966 - Kōji Kawamata pour Kantō heiya (関東平野) et Masayuki Hirota  pour Suna to shiro (砂と城)
- 1968 - Minoru Betsuyaku pour Match uri no Shōjo (マッチ売りの少女) et pour Akai tori no iru fūkei (赤い鳥の居る風景)
- 1969 - Satoshi Akihama pour Yōjitachi no atonomatsuri (幼児たちの後の祭り) u.a.
- 1970 - Jūrō Kara pour Shōjo kamen (少女仮面)

### 1971 - 1980
- 1971 - Makoto Satō pour Naezumikozō Jirokichi (鼠小僧次郎吉)
- 1972 - Hisashi Inoue pour Dōgen no bōken (道元の冒険)
- 1974 - Kōhei Tsuka pour Atami satsujinjiken (熱海殺人事件) et Shimizu Kunio pour Bokura ga hijō no taiga o daru toki (ぼくらが非情の大河をくだるとき)
- 1975 -  prix non attribué
  - réalisation remarquable : Mokuren numa (木蓮沼) de Tomiko Ishizawa
- 1976 - Tomiko Ishizawa pour Biwa-den (琵琶伝)
- 1977 -  prix non attribué
- 1978 - Shōgo Ōda  pour Komachi kaze-den (小町風伝) et Seishin Chinen pour Jinruikan (人類館)
- 1979 - Kōdai Okabe pour Hizen Matsuura kenmai shinchū (肥前松浦兄妹心中)
- 1980 - Ren Saitō pour Shanghai Vance King (上海バンスキング)

### 1981 - 1990
- 1981 - Jūichirō Takeuchi pour Ano daikarasu saemo (あの大鴉、さえも)
- 1982 - Tetsu Yamazaki pour Hyōryū kazoku (漂流家族) et Uo densetsu (うお伝説)
- 1983 - Hideki Noda pour Nokemono kitarite (野獣降臨) et Kiyokazu Yamamoto pour Pinocchio janbaraya (比野置ジャンバラヤ) et Eri Watanabe Eri pour Gegege no ge (ゲゲゲのげ)
- 1984 - Sō Kitamura pour Jūichijin no shōnen (十一人の少年)
- 1985 - Rio Kishida pour Ito jigoku (糸地獄)
- 1986 - Takeshi Kawamura (en) pour Shinjuku Hakkenden daiikkan inu no tanjō (新宿八犬伝 第一巻-犬の誕生-)
- 1987 -  prix non attribué
- 1988 - Yasuhiko Ōhashi pour Gozilla (ゴジラ)
- 1989 - Iwamatsu Riyō Iwamatsu pour Futon to daruma (蒲団と達磨)
- 1990 -  prix non attribué

### 1991 - 2000
- 1991 - Yōji Sakate pour Breathless Gomibukuro o kokyūsuru yoru no monogatari (ブレスレス ゴミ袋を呼吸する夜の物語)
- 1992 - Kensuke Yokouchi  pour Gusha ni wa mienai La Mancha no ōsama no hadaka (愚者には見えないラ・マンチャの王様の裸)
- 1993 - Akio Miyazawa pour Hinemi (ヒネミ) et Yū Miri pour Sakana no matsuri (魚の祭)
- 1994 - Yoshinobu Tei pour Za terayama (ザ・寺山)
- 1995 - Shōji Kōkami pour Sunafukin no tegami (スナフキンの手紙) et Orisa Horisa pour Tōkyō nōto (東京ノート)
- 1996 - Toshirō Suzue pour Kami o kakiageru (髪をかきあげる) et Masataka Matsuda pour Umi to higasa (海と日傘)
- 1997 - Suzuki Matsuo pour Funky! uchū wa mieru tokoro made shika nai (ファンキー! 宇宙は見える所までしかない)
- 1998 - Shigefumi Fukatsu pour Uchiya matsuri (うちやまつり)
- 1999 - Keralino Sandorovich (KERA) pour « Plage gelée » (フローズン・ビーチ)
- 2000 - Nagai Ai pour Ani kaeru (兄帰る)

### 2001 - 2010
- 2001 - Kōki Mitani pour Okepi! (オケピ!)
- 2002 -  prix non attribué
- 2003 - Kazuki Nakashima pour Aterui (アテルイ)
- 2004 - Yutaka Kuramochi pour One man show (ワンマン・ショー)
- 2005 - Kankurō Kudō pour Donjū (鈍獣) et Toshiki Okada pour Sangatsu no itsukakan (三月の5日間)
- 2006 - Norohiko Tsukuda pour Nukegara (ぬけがら) et Daisuke Miuara pour Ai no uzu (愛の渦)
- 2007 - prix non attribué
- 2008 - Shirō Maeda pour Ikiteru mono ha inai no ka (生きてるものはいないのか)
- 2009 - Ryūta Hōrai pour Mahoroba (まほろば) et Yukiko Motoya pour Shiawase saikō arigatō maji de (幸せ最高ありがとうマジで!)
- 2010 - Yukio Shiba pour Waga hoshi (わが星)

### 2011 - 2020
- 2011 - Shū Matsui pour Jiman no musuko (自慢の息子)
- 2012 - Seiji Nozoe pour 00 to aru fūkei (○○トアル風景) et Fujita Takahiro  pour Kaeri no aizu matteta shokutaku soko kito shiofuru sekai (かえりの合図、まってた食卓、そこ、きっと、しおふる世界) et Mikuni Yanaihana pour Maemuki!Taimon (前向き！タイモン)
- 2013 - Akahori Masaaki pour Itchōmei zomeki (一丁目ぞめき) et Iwai Hideto pour Aru onna (ある女)